# Biblioteconomia i Documentació
Biblioteconomia i Documentació és un ensenyament universitari, actualment extingit, a través del qual s'obté la titulació de diplomat en Biblioteconomia i Documentació.
La diplomatura de Biblioteconomia i Documentació s'implantà a l'Estat espanyol l'any 1981, amb la publicació al BOE de les directrius de plans d'estudis per a les escoles de Biblioteconomia i Documentació (Ordre de 24 de febrer de 1981, BOE de 14 de març de 1981).
A Catalunya, aquests estudis van ser hereus de l'Escola de Bibliotecàries, creada per la Mancomunitat de Catalunya l'any 1915.
L'objectiu d'aquests estudis és formar els professionals que desenvoluparan les tasques pròpies dels processos de la gestió de la informació i dels serveis als usuaris en biblioteques, arxius i centres de documentació. Aquests processos poden anar des de la selecció, adquisició, catalogació, tractament i difusió de la informació, fins a la formació d'usuaris.
Les matèries principals que s'estudien són les relacionades amb l'anàlisi de llenguatges documentals, l'arxivística, la bibliografia i fonts d'informació, la biblioteconomia i documentació general, les tècniques historiogràfiques de la investigació documental i les tecnologies de la informació. També es cursen estades de pràctiques en empreses i institucions públiques i privades.
Amb l'adaptació a l'Espai Europeu d'Ensenyament Superior, des del curs 2009-2010 aquest ensenyament ha estat substituït pel grau d'Informació i Documentació.

## Facultat de Biblioteconomia i Documentació de Barcelona
La Facultat de Biblioteconomia i Documentació imparteix, des del curs 2009-2010, el nou títol de grau d'Informació i Documentació, després de la seva aprovació pel Consell de Govern de la UB i de la verificació de la titulació per part de l'ANECA. En la seva sessió de febrer de 2009, el Consejo de Universidades va procedir a la verificació definitiva de la proposta de titulació de grau d'Informació i Documentació; per la qual cosa ja està en camí de la seva incorporació al Registro de Universidades, Centros y Títulos Arxivat 2020-10-07 a Wayback Machine. (RUCT) del Ministerio de Educación, quan aquesta resolució es publiqui al BOE. Aquesta titulació substitueix, curs a curs, l'oferta docent de la diplomatura de Biblioteconomia i Documentació i de la llicenciatura de Documentació.
La Facultat de Biblioteconomia i Documentació ha canviat de nom, des del curs 2019-2020 passa a ser la Facultat d'Informació i Mitjans Audiovisuals.
Aquest canvi és degut al fet que a partir de l'any 2012 també s'imparteixen els estudis de Comunicació Audiovisual, i s'ha intentat trobar un nom que identifiqués la totalitat dels estudis de la facultat.
No es l'únic canvi realitzat per la facultat, també hi ha hagut un canvi de nom de grau. El grau d'Informació i Documentació poc a poc s'extingeix i dona pas al grau de Gestió d'Informació i Mitjans Audiovisuals.
El nou títol, ha estat verificat per l'AQU i pel Consell d'Universitats a finals de 2018, començarà a impartir-se el curs 2019-2020. Es basa en l'experiència i els coneixements de l'anterior pla d'estudis, adaptat i actualitzat als nous temps i a un entorn en què la informació es transmet, es tracta, s'emmagatzema i es difon en format majoritàriament digital.
Suport a l'estudi i oportunitats de formació
- Programes d'intercanvi. A part de les beques generals de l'Estat i de la Universitat, l'alumnat de la Facultat participa en els programes d'intercanvi espanyols, iberoamericans i europeus per mitjà dels programes SICUE-Sèneca, CINDA i Erasmus respectivament, que li permeten de cursar estudis en universitats espanyoles i europees durant un semestre.
- Convenis de cooperació educativa. L'alumnat de la Facultat disposa de moltes oportunitats per portar a terme pràctiques remunerades en empreses i institucions. Anualment, se signen més de 200 convenis de cooperació educativa. Sovint aquesta és una via d'inserció laboral per a un nombre significatiu d'estudiants, una vegada graduats.
- Pràctiques d'estiu. La Facultat ofereix a l'alumnat la possibilitat de dur a terme una estada de pràctiques professionals en diverses institucions a l'estranger durant els mesos d'estiu. Entre els més de quaranta centres que es van oferir el 2009, destaquen l'agència de les Nacions Unides a Ginebra ACNUR, la biblioteca del Centre Georges Pompidou de París, la British Library de Londres, la Hispanic Society de Nova York o la Biblioteca d’Alexandria a Egipte.

## Sortides professionals
En finalitzar els estudis, s'opta a les següents sortides professionals:
- Bibliotecari de tota mena de biblioteques (públiques, universitàries, nacionals, parlamentàries, de centres d'ensenyament, etc.)
- Bibliotecari-documentalista de serveis generals d'informació, de biblioteques especialitzades o de centres de documentació (empreses, Administració pública, mitjans de comunicació, etc.) i de l'àmbit editorial
- Tècnic d'arxius (administratius, d'empresa, etc.)
- Tècnic en empreses de serveis documentals

Amb els nous estudis del Grau de gestió d'Informació i Documentació Digital (GIDD), s'opta a les següents sortides professionals:
- Arquitecte de sistemes web
- Arxiver en entorns patrimonials
- Auditor d'informació
- Bibliotecari en biblioteques públiques, escolars, acadèmiques o especialitzades
- Consultor en sistemes d'informació
- Documentalista en empreses, mitjans de comunicació o administració pública
- Especialista en gestió de mitjans socials (social media)
- Especialista en usabilitat
- Formador en alfabetització informacional
- Gestor de projectes de digitalització
- Gestor del coneixement a les organitzacions
- Gestor documental a l'empresa
- Webmaster

## Universitats que imparteixen aquest ensenyament als Països Catalans
- Universitat de Barcelona (Facultat de Biblioteconomia i Documentació)
- Facultad de Comunicación y Documentación[3]
- Universitat de València (Facultat de Geografia i Història)[4]